# Vighizzolo d'Este
Vighizzolo d'Este är en ort och kommun i provinsen Padova i regionen Veneto i Italien. Kommunen hade 921 invånare (2018).